# Ясениці-Сільнянська сільська рада
| Ясениці-Сільнянська сільська рада — орган місцевого самоврядування у Дрогобицькому районі Львівської області з адміністративним центром у с. Ясениця-Сільна. Історична дата утворення: в 1939 році. Водоймища на території, підпорядкованій даній раді: річка Шумівка. Сільській раді підпорядковані населені пункти: - с. Ясениця-Сільна |

## Склад ради
Рада складається з 16 депутатів та голови.

### Керівний склад ради
| ПІБ                     | Основні відомості                                                 | Дата обрання | Дата звільнення |
| ----------------------- | ----------------------------------------------------------------- | ------------ | --------------- |
| Багрій Богдан Дмитрович | Сільський голова, 1947 року народження, освіта, безпартійний      | 26.03.2006   | 31.10.2010      |
| Багрій Богдан Дмитрович | Сільський голова, 1947 року народження, освіта вища, безпартійний | 31.10.2010   |                 |

Примітка: таблиця складена за даними джерела